# Česko na Letních paralympijských hrách 2024
Česko bude na Letních paralympijských hrách 2024, konaných v Paříži, reprezentovat 32 sportovců, z toho 18 mužů a 14 žen. Česká výprava se zúčastnila všech letních paralympijských her ve své samostatné historii, jde tedy o 8. účast na hrách.

## Medailisté
| Medaile | Sportovec                               | Sport        | Disciplína                      | Kategorie | Datum dosažení |
| ------- | --------------------------------------- | ------------ | ------------------------------- | --------- | -------------- |
| Zlato   | David Kratochvíl                        | Plavání      | Muži – 400 m volně              | S11       | 30. srpna      |
| Stříbro | Šárka Pultar Musilová                   | Lukostřelba  | Ženy                            | W1        | 31. srpna      |
| Stříbro | David Kratochvíl                        | Plavání      | Muži – 100 metrů znak           | S11       | 1. září        |
| Stříbro | Šárka Pultar Musilová David Drahonínský | Lukostřelba  | Smíšené dvojice                 | W1        | 2. září        |
| Stříbro | Jiří Suchánek                           | Stolní tenis | Muži                            | MS2       | 5. září        |
| Bronz   | Tereza Brandtlová                       | Lukostřelba  | Ženy                            | W1        | 31. srpna      |
| Bronz   | David Kratochvíl                        | Plavání      | Muži – 200 metrů polohový závod | SM11      | 3. září        |
| Bronz   | Arnošt Petráček                         | Plavání      | Muži – 50 metrů znak            | S4        | 7. září        |

| Medaile podle sportů | Medaile podle sportů        | Medaile podle sportů           | Medaile podle sportů           | Medaile podle sportů |
| -------------------- | --------------------------- | ------------------------------ | ------------------------------ | -------------------- |
| Sport                | Zlatá paralympijská medaile | Stříbrná paralympijská medaile | Bronzová paralympijská medaile | Celkem               |
| Plavání              | 1                           | 1                              | 2                              | 4                    |
| Lukostřelba          | 0                           | 2                              | 1                              | 3                    |
| Stolní tenis         | 0                           | 1                              | 0                              | 1                    |
| Celkem               | 1                           | 4                              | 3                              | 8                    |

| Medaile podle data | Medaile podle data | Medaile podle data          | Medaile podle data             | Medaile podle data             | Medaile podle data |
| ------------------ | ------------------ | --------------------------- | ------------------------------ | ------------------------------ | ------------------ |
| Den                | Datum              | Zlatá paralympijská medaile | Stříbrná paralympijská medaile | Bronzová paralympijská medaile | Celkem             |
| 2                  | 30. srpen          | 1                           | 0                              | 0                              | 1                  |
| 3                  | 31. srpen          | 0                           | 1                              | 1                              | 2                  |
| 4                  | 1. září            | 0                           | 1                              | 0                              | 1                  |
| 5                  | 2. září            | 0                           | 1                              | 0                              | 1                  |
| 6                  | 3. září            | 0                           | 0                              | 1                              | 1                  |
| 8                  | 5. září            | 0                           | 1                              | 0                              | 1                  |
| 10                 | 7. září            | 0                           | 0                              | 1                              | 1                  |
| Celkem             | Celkem             | 1                           | 4                              | 3                              | 8                  |

| Medaile podle pohlaví | Medaile podle pohlaví       | Medaile podle pohlaví          | Medaile podle pohlaví          | Medaile podle pohlaví | Medaile podle pohlaví |
| --------------------- | --------------------------- | ------------------------------ | ------------------------------ | --------------------- | --------------------- |
| Pohlaví               | Zlatá paralympijská medaile | Stříbrná paralympijská medaile | Bronzová paralympijská medaile | Celkem                | Procenta              |
| Muži                  | 1                           | 2                              | 2                              | 5                     | 62,5 %                |
| Ženy                  | 0                           | 1                              | 1                              | 2                     | 25 %                  |
| Smíšené               | 0                           | 1                              | 0                              | 1                     | 12,5 %                |
| Celkem                | 1                           | 4                              | 3                              | 8                     | 100%                  |

## Počet soutěžících v jednotlivých sportech
| Sport        | Muži | Ženy | Celkem |
| ------------ | ---- | ---- | ------ |
| Atletika     | 4    | 4    | 8      |
| Boccia       | 1    | 1    | 2      |
| Cyklistika   | 2    | 2    | 4      |
| Jezdectví    | 1    | 1    | 2      |
| Lukostřelba  | 1    | 2    | 3      |
| Plavání      | 4    | 3    | 7      |
| Stolní tenis | 3    | 1    | 4      |
| Střelba      | 2    | 0    | 2      |
| Celkem       | 18   | 14   | 32     |

## Atletika

### Běžecké a chodecké disciplíny

#### Ženy
| Sportovec        | Disciplína    | Rozběh | Rozběh | Finále       | Finále       |
| Sportovec        | Disciplína    | Čas    | Pořadí | Čas          | Pořadí       |
| ---------------- | ------------- | ------ | ------ | ------------ | ------------ |
| Tereza Jakschová | 100 metrů T47 | 13,21  | 14.    | nepostoupila | nepostoupila |
| Tereza Jakschová | 200 metrů T47 | 27,27  | 5.     | nepostoupila | nepostoupila |

### Hody, vrhy, skoky

#### Muži
| Sportovec        | Disciplína       | Finále   | Finále |
| Sportovec        | Disciplína       | Výsledek | Pořadí |
| ---------------- | ---------------- | -------- | ------ |
| Aleš Kisý        | Vrh koulí F53    | 8,12 SB  | 6.     |
| Michal Enge      | Hod kuželkou F51 | 28,32    | 9.     |
| František Serbus | Hod kuželkou F32 | 33,49    | 6.     |
| Petr Vrátil      | Hod oštěpem F38  | 37,96    | 7.     |

#### Ženy
| Sportovec        | Disciplína      | Kvalifikace | Kvalifikace | Finále       | Finále       |
| Sportovec        | Disciplína      | Výsledek    | Pořadí      | Výsledek     | Pořadí       |
| ---------------- | --------------- | ----------- | ----------- | ------------ | ------------ |
| Eva Berná        | Vrh koulí F37   | —           | —           | 10,71        | 5.           |
| Anna Luxová      | Vrh koulí F53   | —           | —           | 8,99 PB      | 4.           |
| Miroslava Obrová | Hod oštěpem F56 | 16,38       | 3. Q        | 15,77        | 11.          |
| Miroslava Obrová | Hod diskem F57  | 17.41       | 5.          | nepostoupila | nepostoupila |

## Boccia
| Sportovec                    | Kategorie           | Základní skupina | Základní skupina | Základní skupina | Základní skupina | Čtvrtfinále     | Semifinále      | Finále / BM     | Finále / BM |
| Sportovec                    | Kategorie           | Soupeř Výsledek  | Soupeř Výsledek  | Soupeř Výsledek  | Pořadí           | Soupeř Výsledek | Soupeř Výsledek | Soupeř Výsledek | Pořadí      |
| ---------------------------- | ------------------- | ---------------- | ---------------- | ---------------- | ---------------- | --------------- | --------------- | --------------- | ----------- |
| Adam Peška                   | Muži BC3            | Romero P 0-8     | Tse V 4-3        | Iskrzycki P 2-4  | 4.               | nepostoupil     | nepostoupil     | nepostoupil     | 14.         |
| Marcela Čermáková            | Ženy BC3            | Heckel P 1-6     | Ladamanee P 0-9  | Owczarz P 4-6    | 4.               | nepostoupila    | nepostoupila    | nepostoupila    | 16.         |
| Adam Peška Marcela Čermáková | Smíšené dvojice BC3 | Hongkong P 3-7   | Argentina P 3-7  | —                | 3.               | nepostoupili    | nepostoupili    | nepostoupili    | 10.         |

## Cyklistika

### Silniční cyklistika

#### Muži
| Sportovec      | Disciplína                     | Čas           | Pořadí        |
| -------------- | ------------------------------ | ------------- | ------------- |
| Patrik Jahoda  | Závod s hromadným startem H1–2 | neodstartoval | neodstartoval |
| Patrik Jahoda  | Časovka H1                     | 37:50,51      | 4.            |
| Jindřich Mašín | Závod s hromadným startem T1–2 | 1:24:42       | 7.            |
| Jindřich Mašín | Časovka T1–2                   | 25:32,12      | 9.            |

#### Ženy
| Sportovec         | Disciplína                     | Čas      | Pořadí |
| ----------------- | ------------------------------ | -------- | ------ |
| Kateřina Antošová | Závod s hromadným startem H1–4 | 1:06:20  | 13.    |
| Kateřina Antošová | Časovka H1–3                   | 31:01,83 | 7.     |
| Pavlína Vejvodová | Závod s hromadnym startem T1–2 | 1:09:39  | 5.     |
| Pavlína Vejvodová | Časovka T1–2                   | 28:53,78 | 4.     |

## Jezdectví

### Jednotlivci
| Sportovec           | Kůň         | Disciplína                    | Celkem       | Celkem       |
| Sportovec           | Kůň         | Disciplína                    | Skóre        | Pořadí       |
| ------------------- | ----------- | ----------------------------- | ------------ | ------------ |
| Vladimír Votřel     | Ruby Beatle | Velká cena Grade I.           | 61,542       | 20.          |
| Vladimír Votřel     | Ruby Beatle | Velká cena freestyle Grade I  | nepostoupil  | nepostoupil  |
| Anastasja Vištalová | First Love  | Velká cena Grade I.           | 67,208       | 14.          |
| Anastasja Vištalová | First Love  | Velká cena freestyle Grade I. | nepostoupila | nepostoupila |

## Lukostřelba
| Sportovec                               | Disciplína         | Rozřazovací kolo | Rozřazovací kolo | Osmifinále   | Čtvrtfinále        | Semifinále                | Finále / Souboj o bronz | Finále / Souboj o bronz |
| Sportovec                               | Disciplína         | Skóre            | Nasazení         | Soupeř Skóre | Soupeř Skóre       | Soupeř Skóre              | Soupeř Skóre            | Rank                    |
| --------------------------------------- | ------------------ | ---------------- | ---------------- | ------------ | ------------------ | ------------------------- | ----------------------- | ----------------------- |
| David Drahonínský                       | Muži W1            | 657              | 3.               | volno        | Tabansky P 131-139 | nepostoupil               | nepostoupil             | nepostoupil             |
| Šárka Pultar Musilová                   | Ženy W1            | 659 WR           | 1.               | volno        | Misir V 126-125    | Brandtlová V 135-131      | Chen P 129-136          |                         |
| Tereza Brandtlová                       | Ženy W1            | 621              | 4.               | volno        | Damenová V 127-117 | Pultar Musilová P 131-135 | Kim V 127-122           |                         |
| David Drahonínský Šárka Pultar Musilová | Smíšené dvojice W1 | 1316             | 2.               | —            | Brazílie V 144-121 | Itálie V 146-138 PR       | Čína P 143-147          |                         |

## Plavání

#### Muži
| Sportovec        | Disciplína                    | Rozplavba | Rozplavba | Finále      | Finále      |
| Sportovec        | Disciplína                    | Čas       | Pořadí    | Čas         | Pořadí      |
| ---------------- | ----------------------------- | --------- | --------- | ----------- | ----------- |
| David Kratochvíl | 400 metrů volně S11           | —         | —         | 4:26,34 ER  |             |
| David Kratochvíl | 50 metrů volně S11            | 26,04     | 1. Q      | 26,43       | 5.          |
| David Kratochvíl | 100 metrů znak S11            | 1:07,90   | 1. Q      | 1:06,54     |             |
| David Kratochvíl | 200 metrů polohový závod SM11 | —         | —         | 2:24,60     |             |
| David Kratochvíl | 100 metrů prsa SB11           | 1:18,71   | 6. Q      | 1:16,45     | 5.          |
| David Kratochvíl | 100 metrů motýlek S11         | 1:05,95   | 3. Q      | 1:03,90     | 4.          |
| Arnošt Petráček  | 50 metrů znak S4              | 43,81     | 4. Q      | 43,96       |             |
| Tadeáš Strašík   | 100 metrů prsa SB9            | 1:13,33   | 14.       | nepostoupil | nepostoupil |
| Tadeáš Strašík   | 100 metrů motýlek S10         | 1:02,32   | 13.       | nepostoupil | nepostoupil |
| Tadeáš Strašík   | 200 metrů polohový závod SM10 | 2:22,72   | 13.       | nepostoupil | nepostoupil |
| Jonáš Kešnar     | 200 metrů polohový závod SM9  | 2:23,72   | 9.        | nepostoupil | nepostoupil |
| Jonáš Kešnar     | 100 metrů motýlek S9          | 1:04,48   | 13.       | nepostoupil | nepostoupil |

#### Ženy
| Sportovec        | Disciplína                   | Rozplavba | Rozplavba | Finále       | Finále       |
| Sportovec        | Disciplína                   | Čas       | Pořadí    | Čas          | Pořadí       |
| ---------------- | ---------------------------- | --------- | --------- | ------------ | ------------ |
| Vendula Dušková  | 200 metrů polohový závod SM8 | 3:02,35   | 11.       | nepostoupila | nepostoupila |
| Vendula Dušková  | 400 metrů volně S8           | 5:15,65   | 8. Q      | 5:16,48      | 8.           |
| Vendula Dušková  | 100 metrů prsa SB7           | 1:45,80   | 8. Q      | 1:42,90      | 8.           |
| Agáta Koupilová  | 200 metrů volně S5           | 3:06,38   | 6. Q      | 2:59,89      | 5.           |
| Agáta Koupilová  | 100 metrů volně S5           | 1:27,43   | 8. Q      | 1:28,30      | 7.           |
| Agáta Koupilová  | 50 metrů znak S5             | 54,24     | 16.       | nepostoupila | nepostoupila |
| Alexandra Borská | 100 metrů znak S8            | 1:22,72   | 7. Q      | 1:23,33      | 7.           |
| Alexandra Borská | 400 metrů volně S8           | 5:41,41   | 14.       | nepostoupila | nepostoupila |

#### Smíšené disciplíny
| Sportovec                                                                    | Disciplína                      | Rozplavba        | Rozplavba        | Finále       | Finále       |
| Sportovec                                                                    | Disciplína                      | Čas              | Pořadí           | Čas          | Pořadí       |
| ---------------------------------------------------------------------------- | ------------------------------- | ---------------- | ---------------- | ------------ | ------------ |
| Alexandra Borská (1) Tadeáš Strašík (2) Jonáš Kešnar (3) Vendula Dušková (4) | 4×100 metrů polohový závod 34b. | diskvalifikováni | diskvalifikováni | nepostoupili | nepostoupili |

## Stolní tenis
Dvouhra
| Sportovec       | Kategorie | 1.kolo        | 2.kolo          | Čtvrtfinále  | Semifinále      | Finále / BM  | Finále / BM  |
| Sportovec       | Kategorie | Soupeř Skóre  | Soupeř Skóre    | Soupeř Skóre | Soupeř Skóre    | Soupeř Skóre | Pořadí       |
| --------------- | --------- | ------------- | --------------- | ------------ | --------------- | ------------ | ------------ |
| Jiří Suchánek   | Muži C2   | volný los     | Jakimczuk V 3-0 | Lovaš V 3-0  | Lamirault V 3-1 | Czuper P 1-3 |              |
| Petr Svatoš     | Muži C3   | Quijada P 0-3 | nepostoupil     | nepostoupil  | nepostoupil     | nepostoupil  | nepostoupil  |
| Filip Nacházel  | Muži C4   | —             | Trávníček P 0-3 | nepostoupil  | nepostoupil     | nepostoupil  | nepostoupil  |
| Denisa Macurová | Ženy C11  | —             | Prokofeva P 1-3 | nepostoupila | nepostoupila    | nepostoupila | nepostoupila |

Čtyřhra
| Sportovec                  | Kategorie | Osmifinále    | Čtvrtfinále  | Semifinále   | Finále / BM  | Finále / BM  |
| Sportovec                  | Kategorie | Soupeř Skóre  | Soupeř Skóre | Soupeř Skóre | Soupeř Skóre | Pořadí       |
| -------------------------- | --------- | ------------- | ------------ | ------------ | ------------ | ------------ |
| Petr Svatoš Filip Nacházel | Muži MD8  | Německo P 0-3 | nepostoupili | nepostoupili | nepostoupili | nepostoupili |

## Střelba

#### Muži
| Sportovec   | Disciplína                             | Kvalifikace | Kvalifikace | Finále      | Finále      |
| Sportovec   | Disciplína                             | Skóre       | Pořadí      | Skóre       | Pořadí      |
| ----------- | -------------------------------------- | ----------- | ----------- | ----------- | ----------- |
| Jakub Kosek | P1 muži 10 metrů vzduchová pistole SH1 | 550         | 21.         | nepostoupil | nepostoupil |
| Jakub Kosek | P3 25 metrů sportovní pistole SH1      | 567         | 12.         | nepostoupil | nepostoupil |
| Tomáš Pešek | P1 10 metrů vzduchová pistole SH1      | 553         | 19.         | nepostoupil | nepostoupil |
| Tomáš Pešek | P3 25 metrů sportovní pistole SH1      | 558         | 18.         | nepostoupil | nepostoupil |
| Tomáš Pešek | 50 metrů sportovní pistole SH1         | 507         | 25.         | nepostoupil | nepostoupil |